# Szamil Sabirow
Szamil Sabirow (ros. Шамиль Алтаевич Сабиров) (ur. 4 kwietnia 1959 w Karpińsku) – radziecki pięściarz, złoty medalista Igrzysk Olimpijskich w Moskwie w 1980.

## Igrzyska Olimpijskie
Szamil Sabirow uczestniczył w jednych Igrzyskach Olimpijskich – w Moskwie w turnieju bokserskim w wadze papierowej. W pierwszej rundzie miał wolny los. W drugiej pokonał 5-0 reprezentanta Portugalii Miguela. W ćwierćfinale 4-1 reprezentanta Niemieckiej Republiki Demokratycznej Dietmara Geilicha. W półfinale reprezentanta Koreańskiej Republiki Ludowo-Demokratycznej Lee Byong-uka. W finale Kubańczyka Hipólito Ramosa.